# Anne Mette Rosenkilde
Anne Mette Rosenkilde (født 15. november 1953 i København) er en dansk skuespillerinde.

## Filmografi
- Kniven i hjertet (1981)
- Kys mor, skat! (1990)
- Perfect world (1990)